# Volumen intracraneal
Volumen intracraneal es el volumen interno del cráneo. Está muy relacionado con el volumen que ocupa el cerebro, aumentando ambos paralelamente durante el desarrollo. Una vez el cerebro se ha desarrollado completamente, el volumen intracraneal se mantiene estable, representando así una medida de su tamaño máximo. El volumen del cerebro determina el desarrollo cognitivo en la infancia y la protección frente a enfermedades degenerativas.

## Genética
El desarrollo del cerebro de los primates está determinado por una interacción de programas genéticos y eventos del medio ambiente.
El volumen intracraneal presenta relaciones con muchos rasgos y características genéticas.

### Loci asociados
A través de estudios con GWAS se identificaron 7 loci que estaban genéticamente asociados al volumen intracraneal y que, de una u otra manera, lo determinaban. Estos eran: 17q21, 6q22, 6q21, 10q24, 3q28, 12q14, 12q23. Distintas variantes genéticas que determinaban el volumen intracraneal en genes localizados en dichos loci fueron descubiertas.

### Relaciones genéticas
Son muchos los rasgos y características que presentan relaciones genéticas con el volumen intracraneal.
En primer lugar, 4 de los 7 loci identificados coincidían con aquellos determinantes de la altura, existiendo así solapamiento genético entre ambos rasgos. Por otro lado, la función cognitiva tanto en jóvenes como en adultos, otros rasgos antropométricos y algunas enfermedades neurodegenerativas como la enfermedad de Parkinson presentan también asociación genética con el volumen intracraneal. Por último, análisis de enriquecimiento mostraron correlación con determinadas rutas de señalización, como la PI3K-AKT, así como otras implicadas en la función neuronal. 
Todo esto tiene como consecuencia un posible interés en el estudio del volumen intracraneal para la investigación del desarrollo cerebral, aspectos neuropsiquiátricos, neurodegeneración...